# PFAS
Per- a polyfluoroalkylové látky (PFAS) je skupina syntetických chemických sloučenin, které obsahují fluor. Patří do ní přes 7 milionů sloučenin, EEA uvádí jen 4 700 sloučenin. Nejstarší a asi nejznámější takovou sloučeninou je teflon (PTFE), který ale není úplně typickou sloučeninou PFAS. Např. ho mezi PFAS neřadí EPA (Americká Environmental Protection Agency). Mezi PFAS patří skupiny PFOS či PFOA. Tyto látky jsou kvůli perzistenci a bioakumulaci rizikem pro zdraví.

## Znečištění
Zdrojem znečištění prostředí jsou například textilie či hasební pěny. Dále jsou to lyžařské vosky či teflon. V USA čelí desítky milionů lidí přítomnosti PFAS v pitné vodě.
PFAS jsou někdy označované jako věčné chemikálie. Současná věda nemá prakticky využitelnou technologii, která by dokázala odstranit tyto látky ze životního prostředí. Naději dávají bakterie Labrys portucalensis F11, které dokázaly metabolizovat více než 90 procent kyseliny perfluoroktansulfonové.